# 6195 Nukariya
6195 Nukariya (1990 VL2) là một tiểu hành tinh vành đai chính được phát hiện ngày 13 tháng 11 năm 1990 bởi Endate và Watanabe ở Kitami.